# Copiphora cornuta
Copiphora cornuta är en insektsart som först beskrevs av De Geer 1773.  Copiphora cornuta ingår i släktet Copiphora och familjen vårtbitare.

## Underarter
Arten delas in i följande underarter:
- C. c. cornuta
- C. c. denticornis